# Cidaria fractistriga
Cidaria fractistriga är en fjärilsart som beskrevs av Louis Beethoven Prout 1914. Cidaria fractistriga ingår i släktet Cidaria och familjen mätare. Inga underarter finns listade i Catalogue of Life.